# 聖神社 (和泉市)
聖神社（ひじりじんじゃ）は、大阪府和泉市王子町にある神社。式内社で、旧社格は府社。和泉国三宮。「信太明神」「篠田社」「信太聖社」などとも呼ばれる。

## 祭神
- 聖大神（ひじりのおおかみ）

聖大神は『古事記』に「聖神」と登場する大年神の御子神である。『和泉国大鳥五社大明神并府中惣社八幡宮縁起』によると本地仏は地蔵菩薩となっている。
社家説によれば以下の5柱が祭神だという。現在は配祀神になっているらしい。
- 瓊々杵尊
- 天照大神
- 饒速日命
- 木花開耶姫命
- 磐長姫命

## 歴史

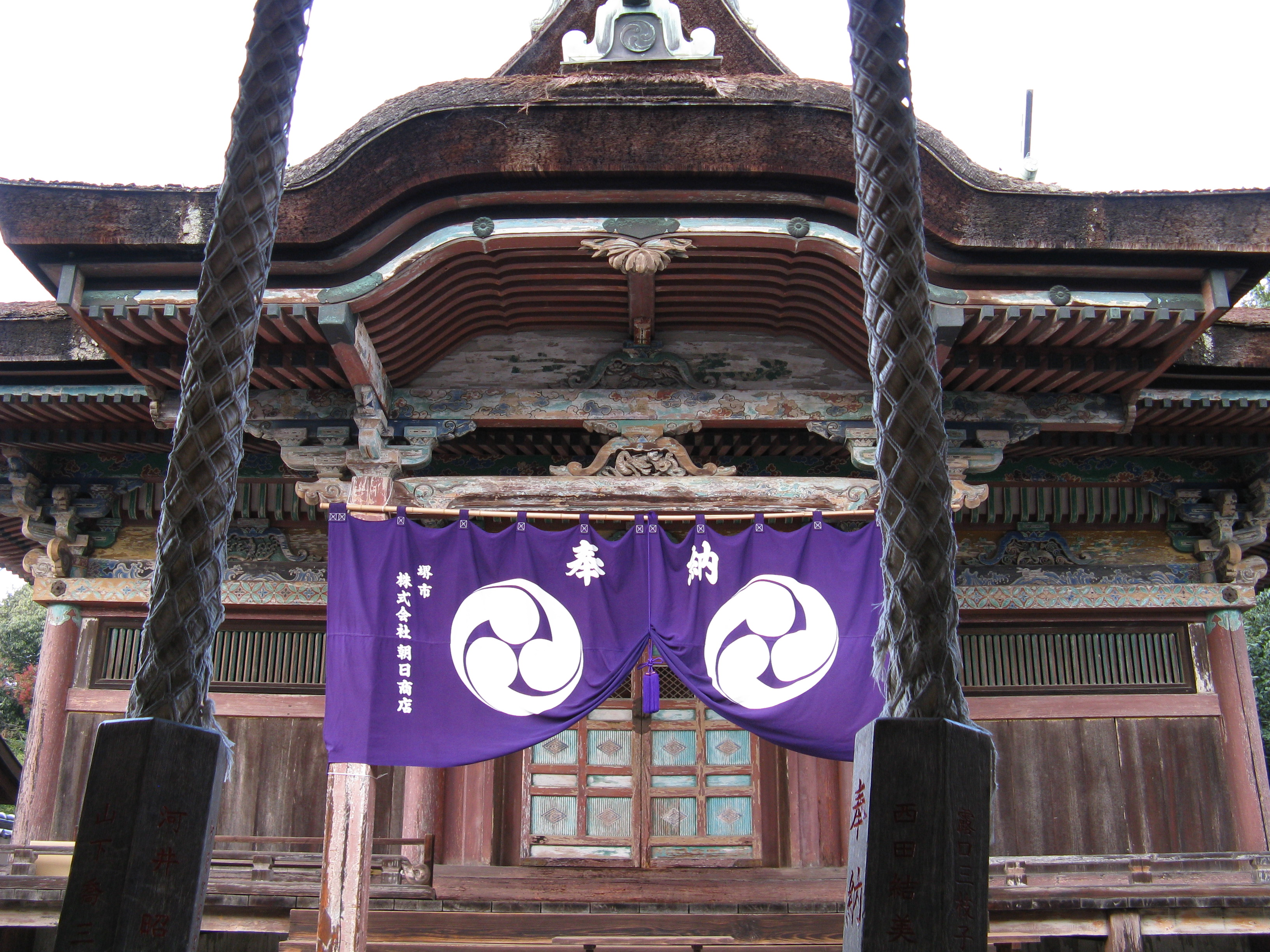
本殿

当社には、神武天皇東征の際に瓊々杵尊が当地に祀られたとする伝承と、白鳳3年（675年）8月15日に天武天皇の勅願により渡来氏族の信太首（しのだのおびと）が聖大神を祀ったとする伝承の二説がある。貞観元年（859年）5月7日に官社に指定され、同年8月13日に従五位下から従四位下の神階を受ける（『三代実録』）。延長5年（927年）に施行された『延喜式』ではその「神名帳」に記載されている（式内社）。中世の『和泉国神名帳』では神階が「正一位」となっている。
鎌倉時代には信太氏が代々神主職となっていたが、南北朝時代に南朝方に付いたために、その後信太氏は神主職の地位を失い、替わって延文5年（1360年）には和田蔵人が神主職に就いている。南北朝時代より同じ和泉国の大鳥神社、泉穴師神社、積川神社、日根神社とともに「五社大明神」と呼ばれるようになる。和泉国の神社の3番目の地位を占めるが、「三宮」の記述は中世にはない。
天正3年（1575年）に織田信長より所領1,100石を安堵されるが、同13年（1585年）の豊臣秀吉の根来攻めで兵火にあい、所領も没収された。
江戸時代の初期に豊臣秀頼が片桐且元を奉行として各地の社寺を造営したが、当社も慶長9年（1604年）に再建されている。現存する当時の社殿は本社本殿と末社三神社・滝神社・平岡神社の本殿で重要文化財及び大阪府の有形文化財に指定されている。また神宮寺として真言宗の万松院があり、五重塔や鐘堂があった。寛政8年（1796年）には社家と社僧の間で紛争が起こっている。
明治になると、神仏分離により神宮寺の万松院は廃寺となった。1872年（明治5年）に郷社に列格し、1943年（昭和18年）3月に府社に昇格している。
泉大津市助松町から伸びる「中和泉街道」は「布引の道」とも呼ばれ、助松浜に上陸した信太大明神が、聖神社に向かう際に布を引いたことに由来する。なお、「中和泉街道」の碑は、紀州街道との交差点に立っている。

## 境内

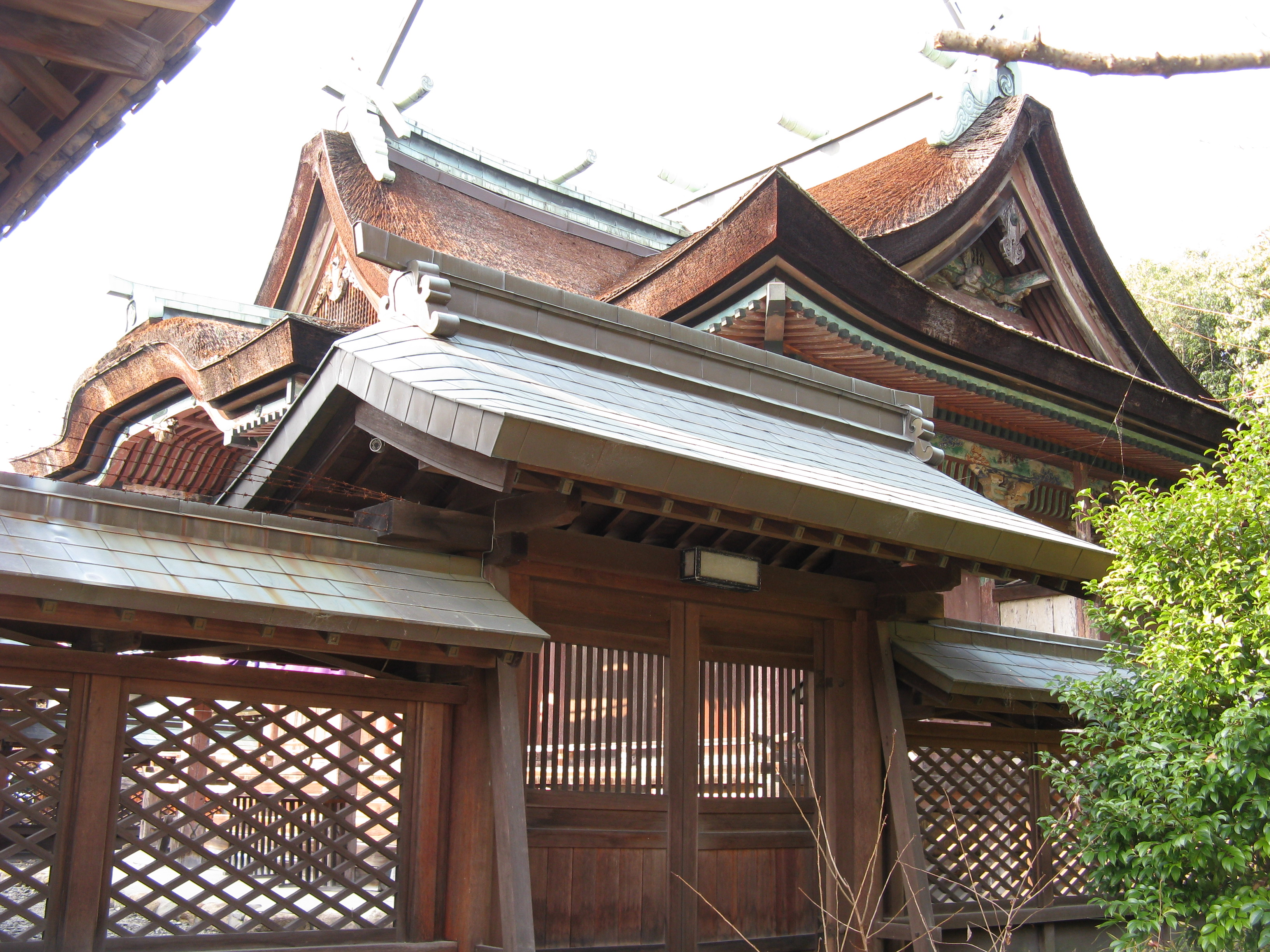
本殿（重要文化財）

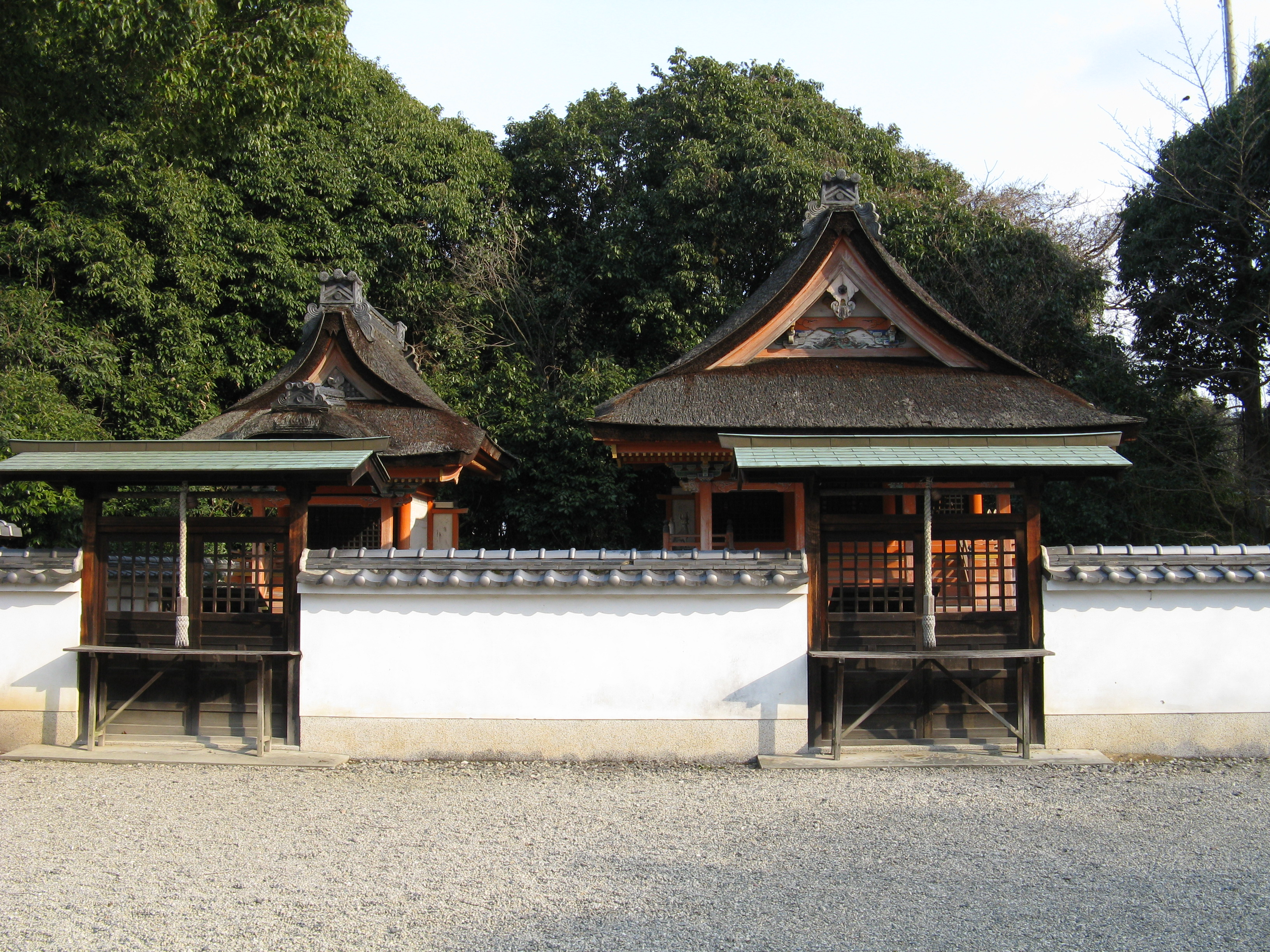
末社三神社（右）と滝神社（左）。ともに重要文化財

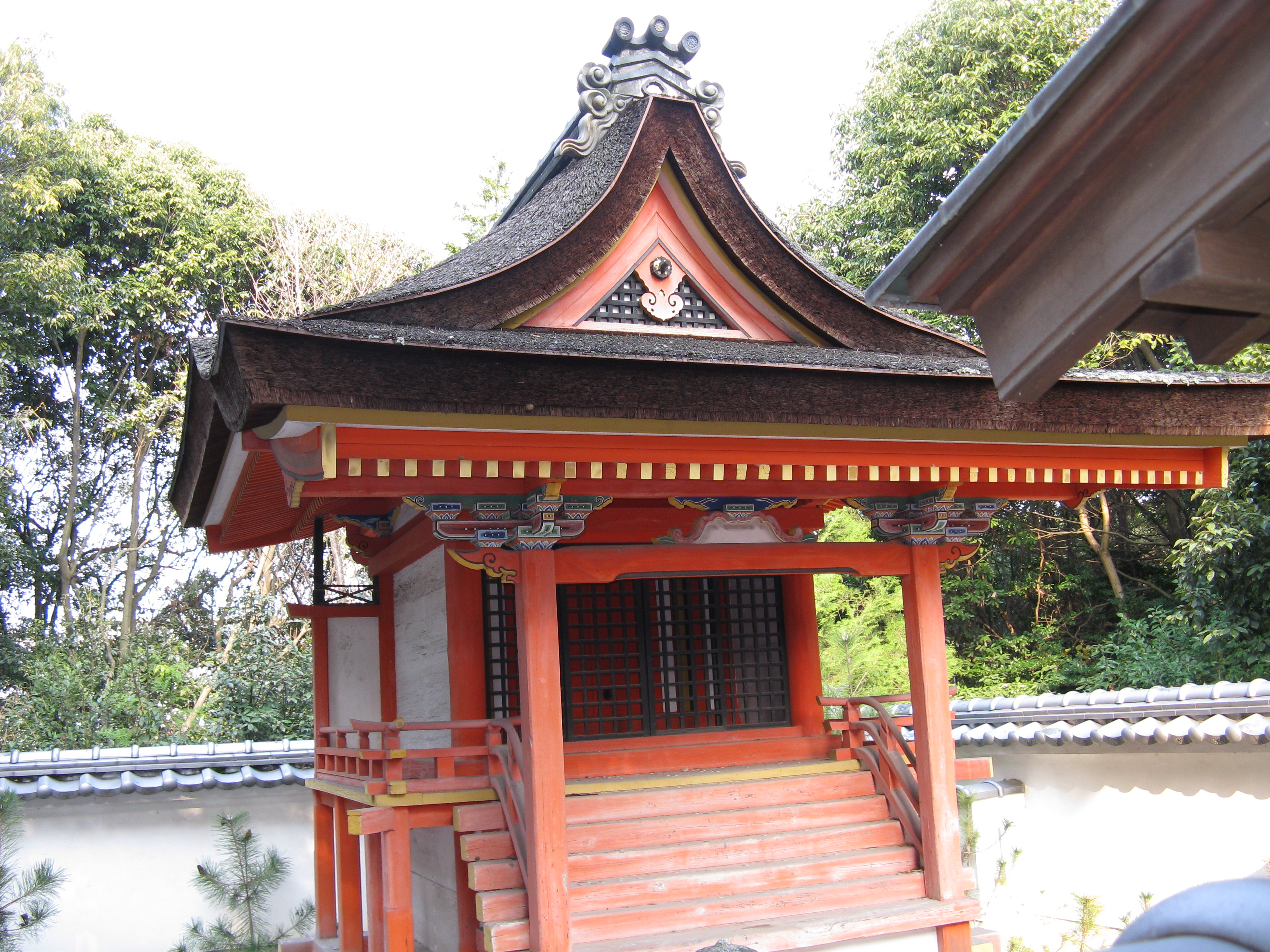
末社平岡神社本殿（府指定有形文化財）

- 本殿（重要文化財） - 慶長9年（1604年）に豊臣秀頼が片桐且元を奉行として再建。桁行3間梁間3間の入母屋造檜皮葺の社殿で、正面に千鳥破風を飾り、1間の軒唐破風の向拝（こうはい）を設ける。1924年（大正13年）4月15日に古社寺保存法に基づき特別保護建造物に指定され、1950年（昭和25年）の文化財保護法施行により重要文化財となっている。
- 拝殿
- 社務所
- 聖不動明王 - 神仏習合の名残り。
- 遥拝所 - 伊勢神宮の遥拝所。近代に建てられたもの。

### 摂・末社
- 三神社（重要文化財） - 慶長9年（1604年）に豊臣秀頼が片桐且元を奉行として再建。極彩色と華麗な装飾は桃山時代の特徴を示している。社殿は三間社春日造檜皮葺である。三間社（正面柱間が3間）の春日造は全国的にも珍しい。1873年（明治6年）に現在地に遷座。
- 滝神社（重要文化財） - 慶長9年（1604年）に豊臣秀頼が片桐且元を奉行として再建。社殿は一間社春日造檜皮葺。向拝は軒唐破風に作る。1873年（明治6年）に現在地に遷座。
- 平岡神社（大阪府指定有形文化財） - 慶長9年（1604年）に豊臣秀頼が片桐且元を奉行として再建。本殿は一間社春日造檜皮葺。
- 琴平神社 - 祭神：大物主神
- 厳島神社 - 祭神：市杵島比売命
- 稲荷塚 - 稲荷神を祀る稲荷塚が数多くある。

## 文化財

### 重要文化財
- 本殿 附：宮殿 1基
- 末社三神社本殿
- 末社滝神社本殿

### 大阪府指定有形文化財
- 末社平岡神社本殿

### 重要美術品
- 神輿 - 文明15年（1483年）2月28日の墨書銘がある[1]。

## 祭事
- 例祭 5月10日

## 交通
- JR阪和線北信太駅下車

## 周囲
- 熊野街道 - 当神社の鳥居と狛犬は熊野街道沿いにある。
- 篠田王子
- 信太森葛葉稲荷神社
- 舊府神社（ふるふじんじゃ） - 白狐の化石（ばけいし）が祀られている。
- 信太の森ふるさと館・信太の森の鏡池史跡公園 - 境内から鏡池方向に歩くと安倍晴明の父である安倍保名とその母葛の葉が出会ったと言い伝えられている「ネズミ坂」がある。
- 蔭凉寺
- 和泉黄金塚古墳
- 池上・曽根遺跡